# Tomentypnum
Tomentypnum är ett släkte av bladmossor. Tomentypnum ingår i familjen Brachytheciaceae.
Kladogram enligt Catalogue of Life:
| Tomentypnum | \| \| Tomentypnum falcifolium \| \| \| \| \| \| gyllenmossa \| \| \| \| \| \| Tomentypnum paulianum \| \| \| \| |
|             | \| \| Tomentypnum falcifolium \| \| \| \| \| \| gyllenmossa \| \| \| \| \| \| Tomentypnum paulianum \| \| \| \| |
|             | Tomentypnum falcifolium                                                                                         |
|             | |
|             | gyllenmossa |
|             | |
|             | Tomentypnum paulianum                                                                                           |
|             | |

## Bildgalleri

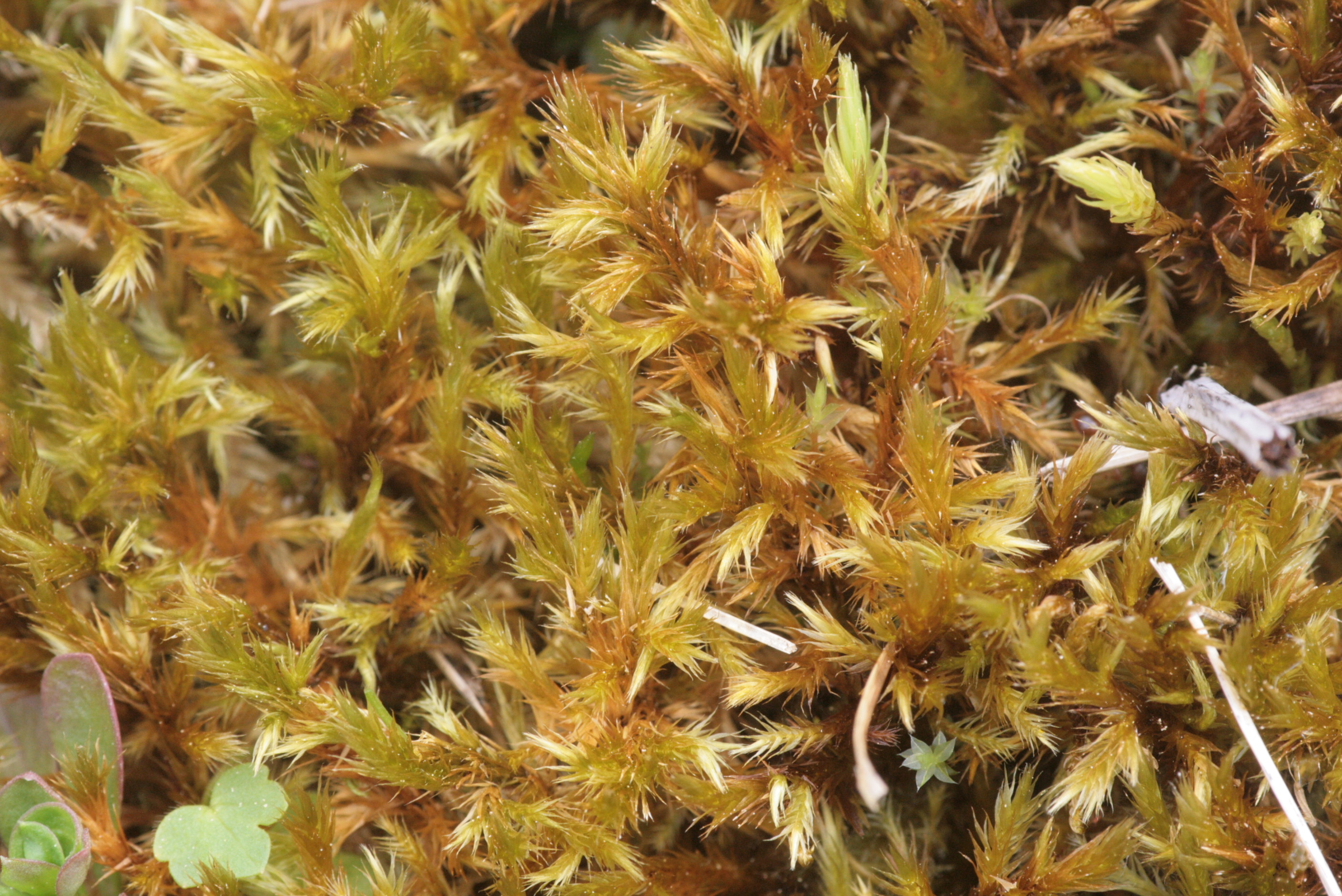
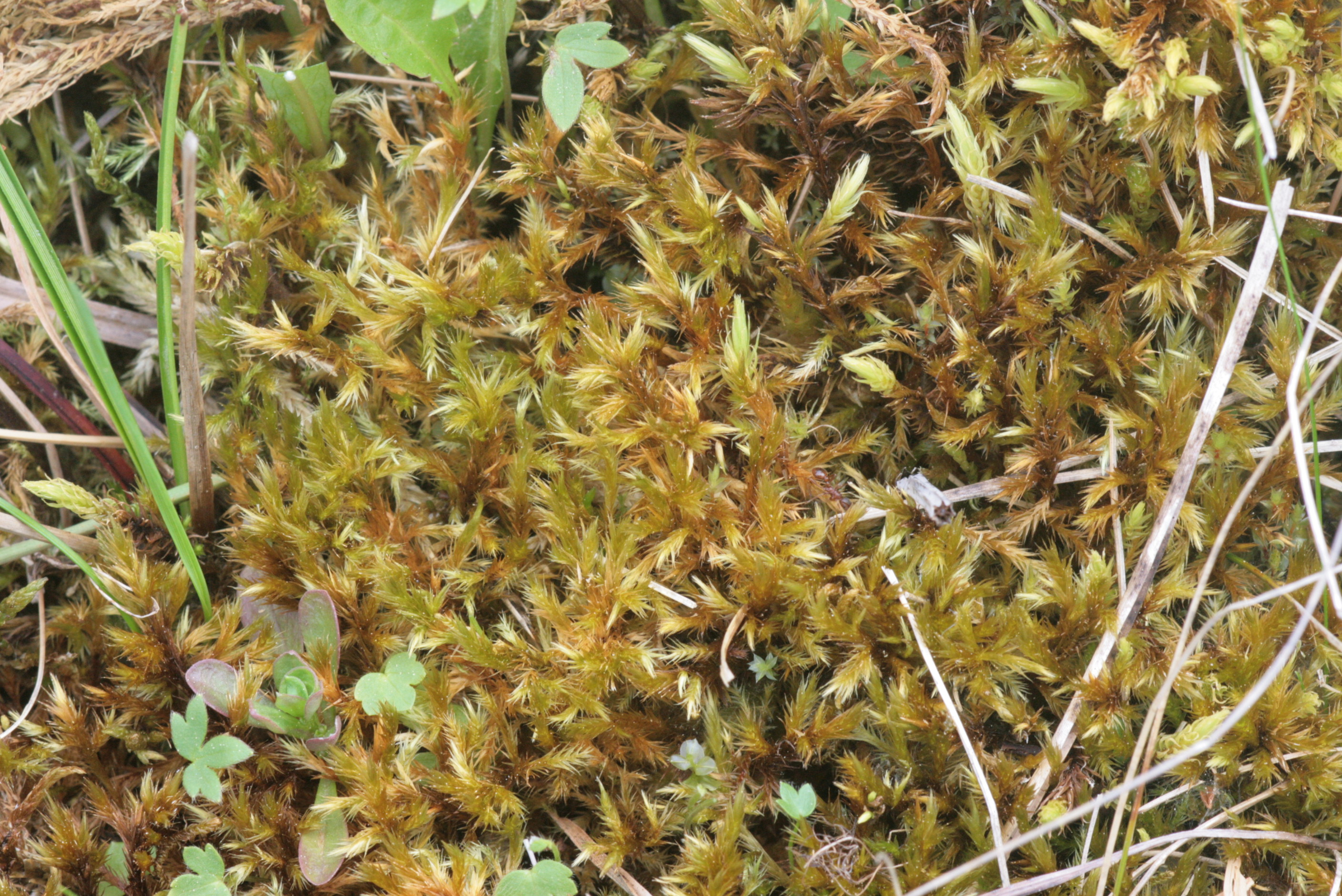
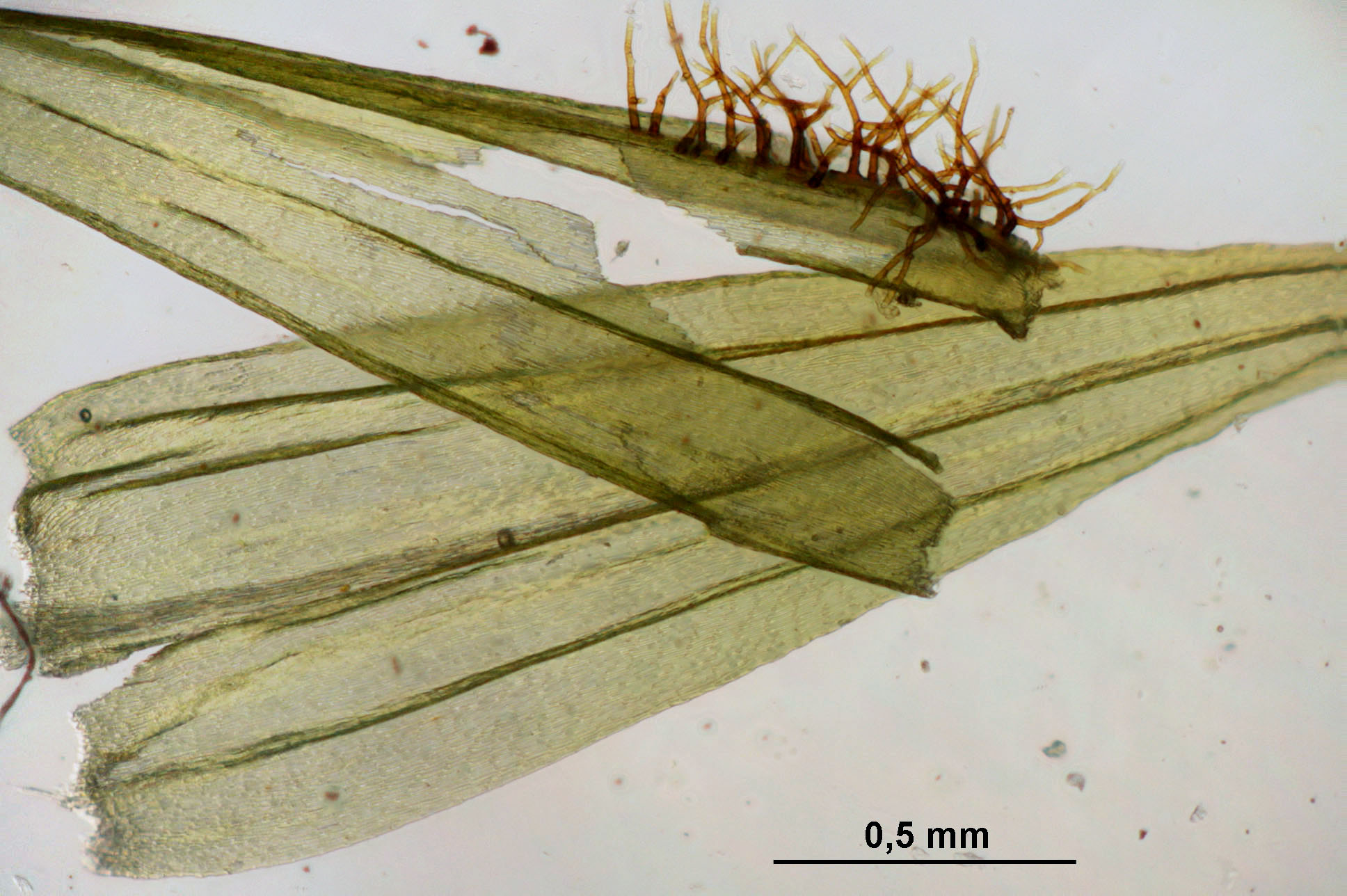
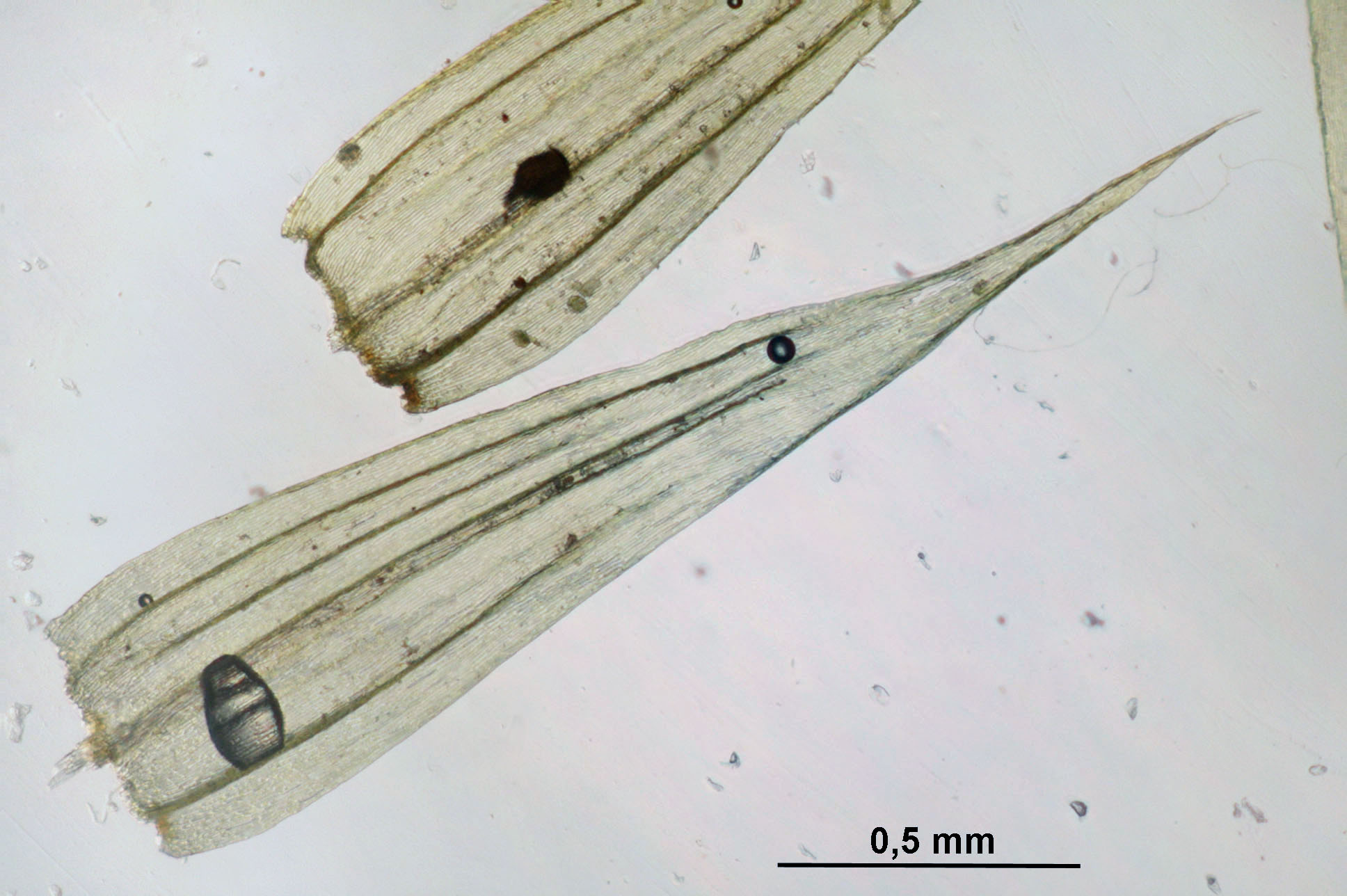
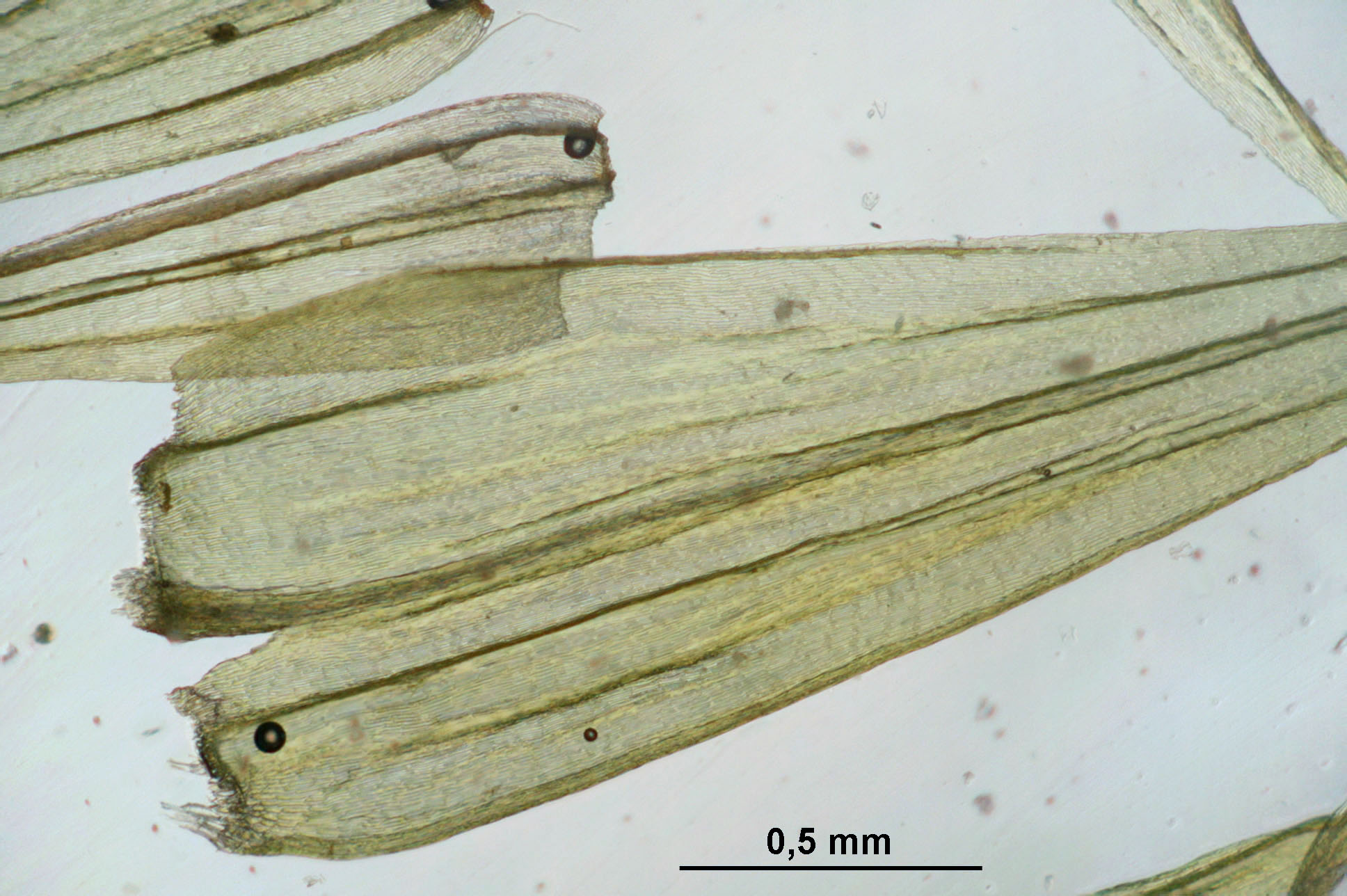
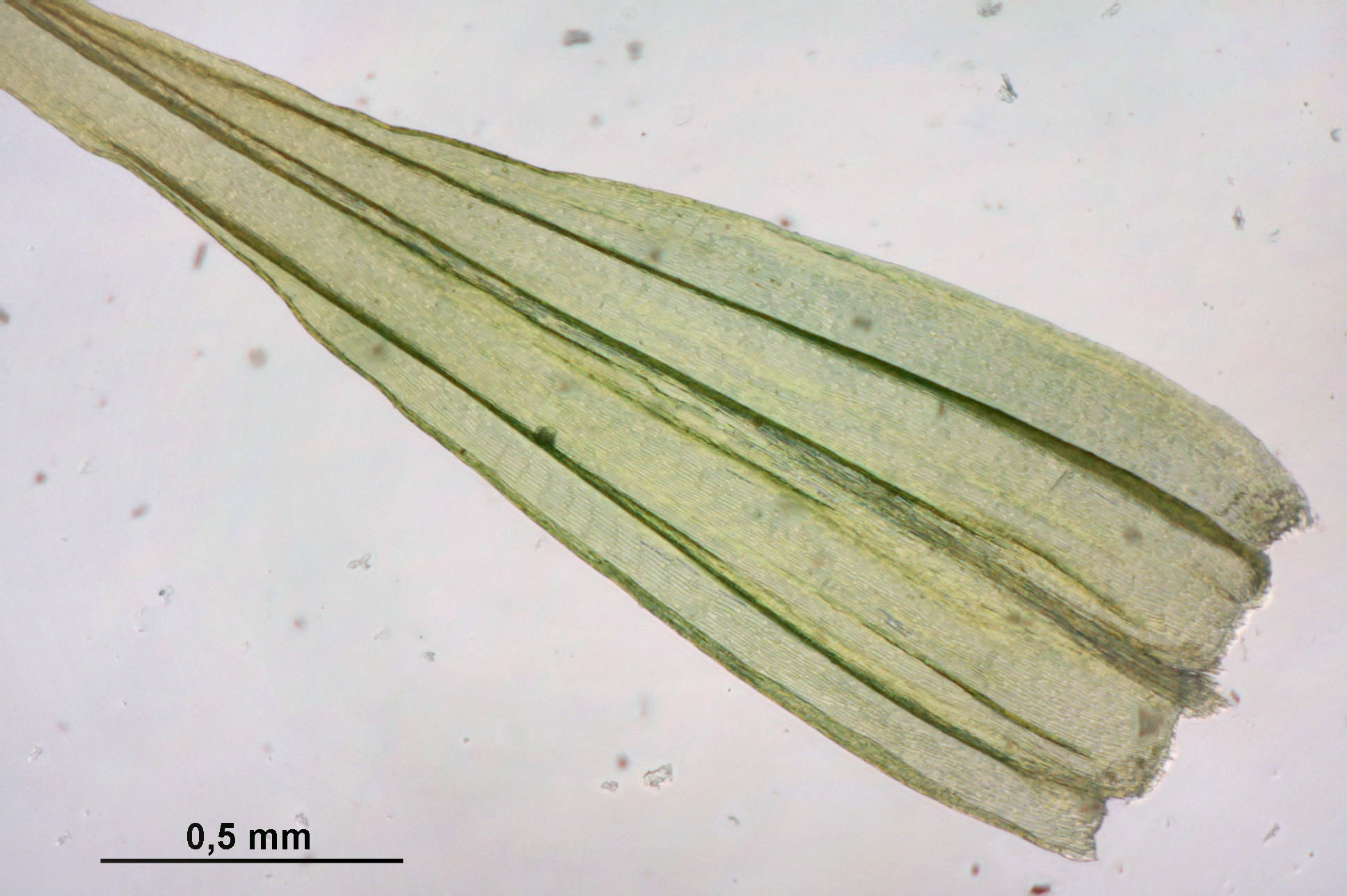